# Saadie Goukouni Weddeye
Saadie Goukouni Weddeye, née en 1980 à Lagos au  Nigeria, est une femme politique tchadienne. Elle est ministre de l'Action sociale, de la Famille et de la Solidarité nationale dans le gouvernement du Tchad du 16 janvier 2013 au  25 avril 2013.
Elle est la fille de Goukouni Weddeye, président du Tchad dans le gouvernement d'union nationale de transition de 1979 à 1982. Elle est née et a grandi au Nigeria puis à Tripoli en Libye jusqu'en 1996. Elle effectue des études de droit à Tours, en France. Elle est revenue au Tchad en 2011, où avant sa nomination au gouvernement elle était conseillère juridique à l'Agence nationale des investissements et des exportations. 
Saadie Goukouni Weddeye est mère de deux enfants.

## Sources
- Portrait de Saadie Goukouni Weddeye dans Jeune Afrique, 07/02/2013